# کمیته انضباطی فدراسیون فوتبال ایران
کمیته انضباطی فوتبال ایران یکی از ارکان قضایی فدراسیون فوتبال ایران است که می‌تواند براساس مفاد اساس‌نامه فدراسیون و آیین‌نامه انضباطی محرومیت‌هایی را برای آژانس‌ها، باشگاه‌ها، بازیکنان، مربیان و مسئولان باشگاه‌ها اعمال کند. ریاست کمیته انضباطی فدراسیون فوتبال بر عهده ابوالفضل حسن زاده است.